# Museum van het Belgisch Trekpaard

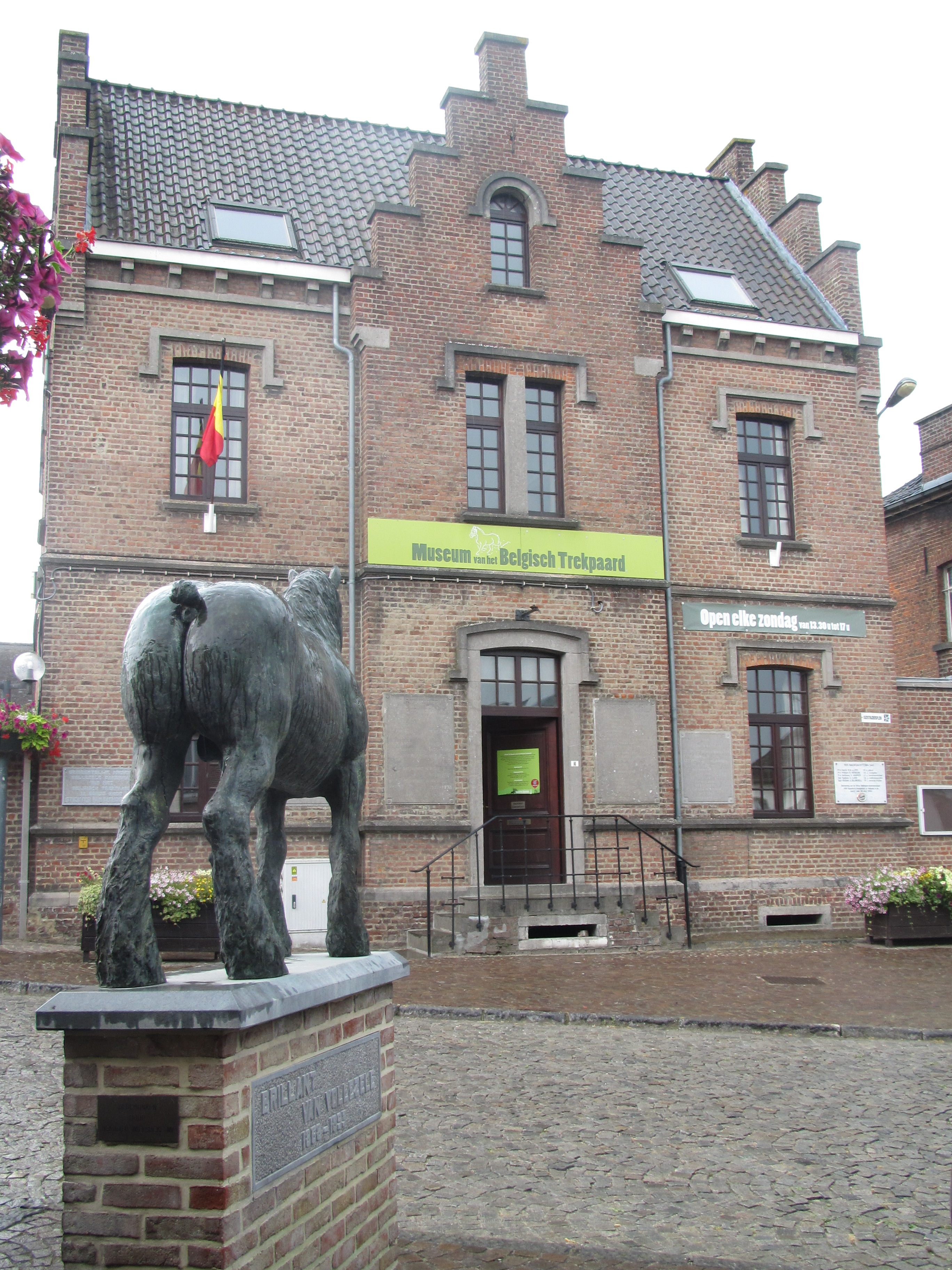
Museum van het Belgisch Trekpaard met op voorgrond het standbeeld Brillant (1868-1893)

Het Museum van het Belgisch Trekpaard is een museum met een collectie ruraal erfgoed dat de geschiedenis van het Belgisch trekpaard onderzoekt en ontsluit. Het is gelegen in het Vlaams-Brabantse Vollezele, een deelgemeente van Galmaarden.

## Vollezele en het Belgisch trekpaard

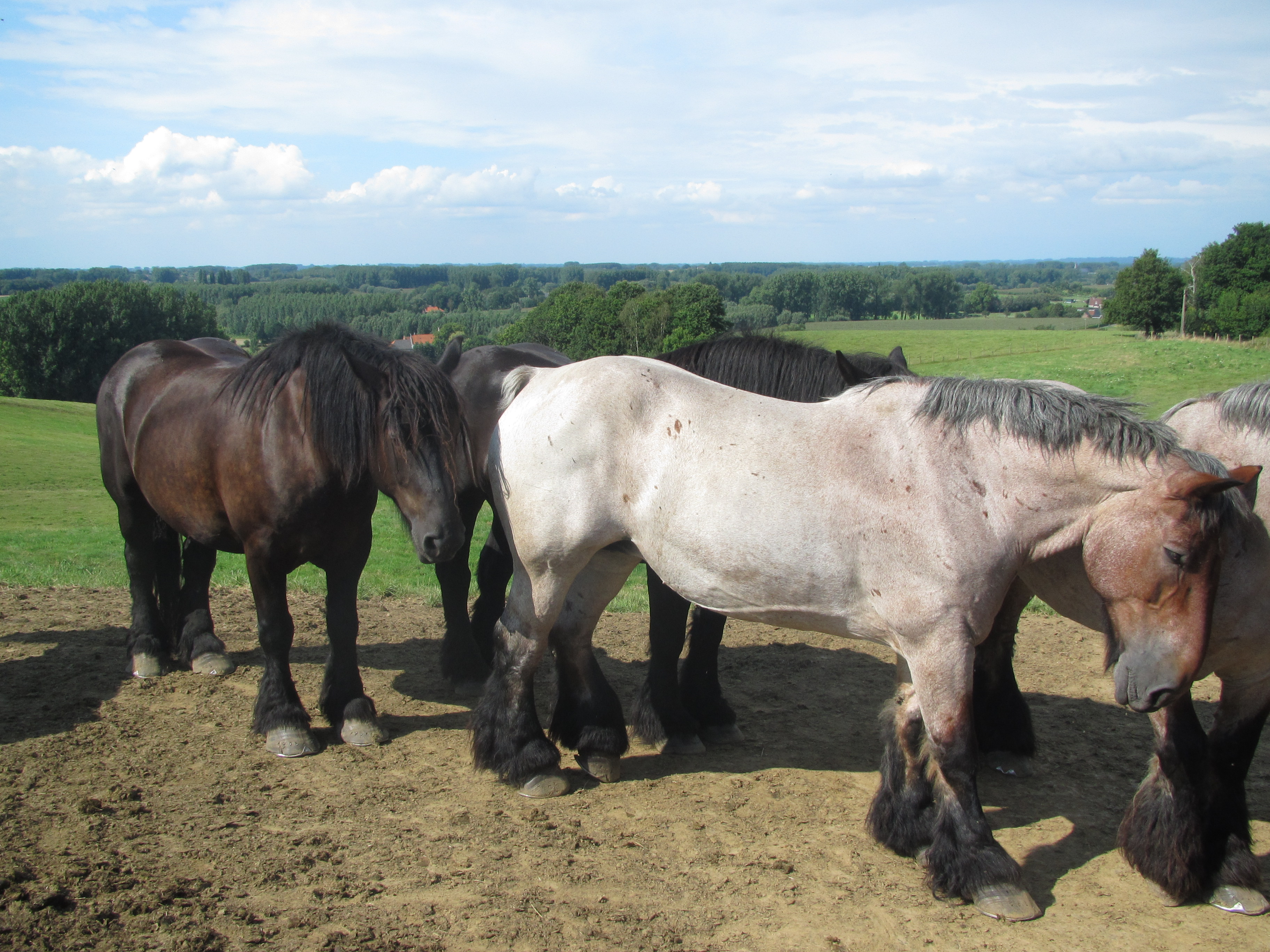
Belgische trekpaarden in weiden op de Congoberg te Vollezele

Het Belgisch trekpaard is een kruising van drie foklijnen: de dikken uit de Dendervallei, de grijzen van Nijvel en Henegouwen en de kolossen uit het dal van de Méhaigne, een zijriviertje van de Maas. De combinatie van de bloedlijnen creëerde een ideaal trekpaard. De stamboom van de hengsten uit de Dendervallei gaat terug tot de Oude Dikke van Wijnhuyze, geboren in 1838. Deze hengst was langs vaders- en moederszijde de overgrootvader van de bekende dekhengst Orange I, die op zijn beurt de vader werd van de hengsten Brillant en Jupiter en grootvader van Rêve d'Or, Mont d'Or en Brin d'Or. Alle huidige trekpaarden stammen af van deze hengst volgens de officiële stamboeken. Orange I werd in 1864 als Prins geboren in Grimminge, deelgemeente van Geraardsbergen, en werd in 1866 als jonge hengst van 2,5 jaar gekocht door Auguste Oreins als dekhengst. Het paard kreeg de bijnaam Gugusse, wellicht afgeleid van de naam van zijn eigenaar. Toen het paard tien jaar was, verkocht Auguste Oreins het omdat de keuringscommissie liet uitschijnen dat het de laatste keer goedgekeurd was. Op veertienjarige leeftijd kwam het paard bij de bekende stoeterij van Jules Hazard in Leers-et-Fosteau die Prins (of Gugusse) herdoopte tot Orange I en het paard verder liet fokken. Orange I stierf in 1885 op eenentwintigjarige leeftijd.
Op de markt van Sint-Kwintens-Lennik (Lennik) werd op 6 september 1992 het vier meter hoge beeld Prins, Trots van Brabant van kunstenaar Koenraad Tinel ingehuldigd. Dit beeld stelt Orange I voor en wil herinneren aan het belang van het Belgisch trekpaard.
Brillant, een zoon van Orange I, werd in 1868 geboren en werd op negenjarige leeftijd gekocht door Remi Vanderschueren, die sinds 1869 een stoeterij had in de Repingestraat te Vollezele, Haras de Vollezele. Een jaar later won Brillant de eerste prijs op de internationale paardententoonstelling naar aanleiding van de wereldtentoonstelling van Parijs in 1878. Dit is het begin van een succesverhaal, want later won Brillant ook nog wedstrijden in Londen en Rijsel (1879), Brussel (1881), Hannover (1881) en Amsterdam en Gent (1884). Brillant stierf in 1893.
Jupiter, een andere zoon van Orange I, was de vader van Brin d'Or, die in 1893 werd geboren. De moeder was een afstammeling in rechte lijn van Brillant. Brin d'Or werd als veulen van vier maanden gekocht door de industrieel Jules van Landuyt en ondergebracht in de Haras D'Hauwer, de stoeterij van Telesphore D'Hauwer in het Middeleershof aan de Repingestraat te Vollezele. Ook dit trekpaard werd een echt prijsbeest.
Naast de twee reeds vermelde stoeterijen, baatte ook Alfred van Vanderschueren, de jongste zoon van Remi, nog een stoeterij uit, eerst in het Hof Vander Ecyken en later in Hof te Vogelzang, beide eveneens aan de Repingestraat. Naast deze drie hengstenfokkerijen was er ook nog het bedrijf van Paul Mersch op het Hof ter Haegen aan de Crijnemstraat dat vooral merries had, waarvan sommige het leven schonken aan belangrijke dekhengsten. Vollezele stond dan ook bekend als het peerdendorp.
Met drie grote hengstenfokkerijen waar vele prijsbeesten uit voortkwamen, wordt Vollezele dan ook beschouwd als de bakermat van het Belgisch trekpaard.
De 'Harras de Vollezele' werd later uitgebaat door August Vanden Bossche en nadien door zijn zoon Gerard. De 'Haras D'Hauwer' werd overgenomen door een neef van Telesphore D'Hauwer, namelijk Richard Van Eeckhoudt. Philippus van Dixhoorn, grootvader van de stichter van het museum, uit het Zeeuws-Vlaamse Axel, baatte in Axel een groot akkerbouwbedrijf uit en om de poldergrond om te ploegen had hij nood aan degelijke trekpaarden, die hij vond in Vollezele. Zo raakte hij vertrouwd met het Belgisch trekpaard en haalde hij het naar Nederland. Later zou hij ook nog een van de oprichters worden van het Stamboek voor het Nederlandsche Trekpaard. Toen Van Eeckhout zijn stoeterij te koop stelde, was het dan ook niet verwonderlijk dat deze gekocht werd door Philippus van Dixhoorn. Zijn zoon Leendert van Dixhoorn, en vader van de stichter van het museum, baatte de hengstenfokkerij uit vanaf 1923 tot in 1938. Zo ontstond de nv Stallen Van Dixhoorn Axel-Vollezele. Het Hof ter Haegen werd nog tot eind jaren 1980 uitgebaat als een actief landbouwbedrijf, maar sinds oktober 2012 wordt het uitgebaat als een gastenverblijf.
Alhoewel het Belgisch trekpaard in heel het land gefokt werd, gebeurde dit vooral in Brabant, en dan vooral in het Pajottenland. Vandaar dat er ook gesproken wordt van Brabants trekpaard of Brabander.
Geen enkele van die vier stoeterijen bestaat nog. Anno 2014 worden in het kasteel Steenhault nog Belgische trekpaarden gefokt door Steenhout nv. Noël De Beuf, een achterachterkleinzoon van Remi Vanderscheuren, is er stalmeester en menner.
In 2018 werd de cultuur rond het Brabants trekpaard als immaterieel cultureel erfgoed erkend.

## Geschiedenis

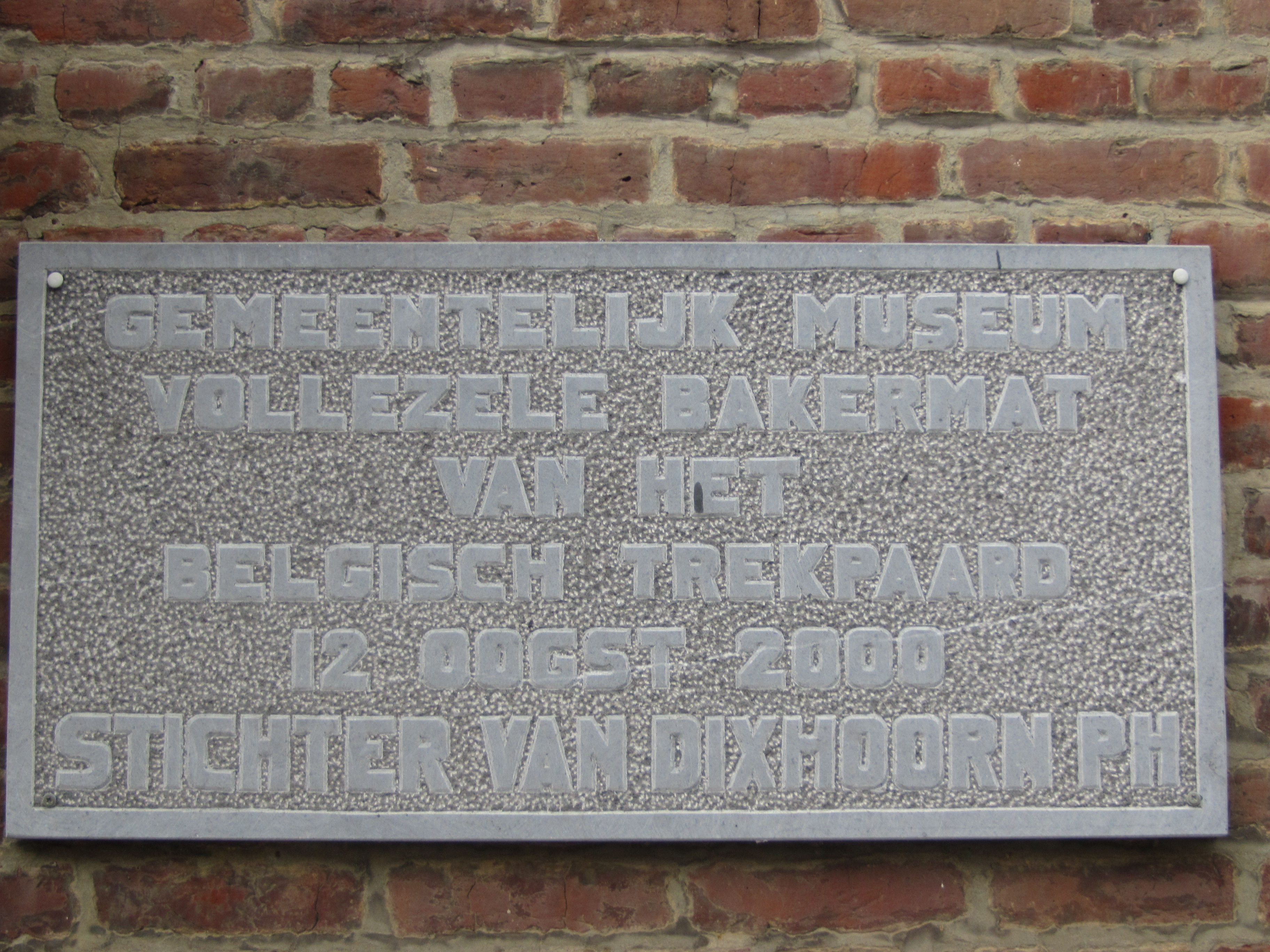
Gedenksteen aan de gevel van het museum

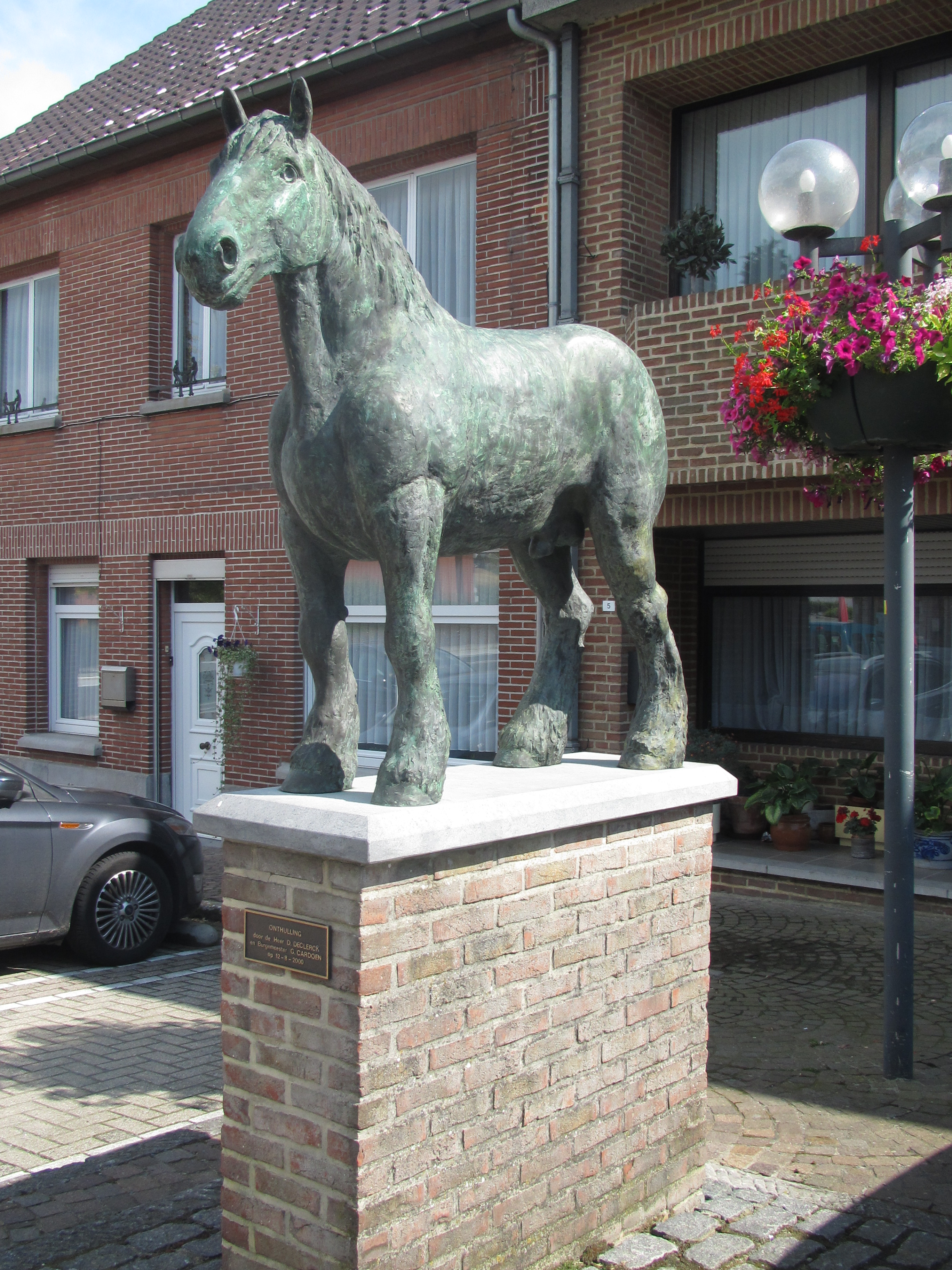
Standbeeld van het Belgisch trekpaard Brillant (1868-1893) tegenover het museum

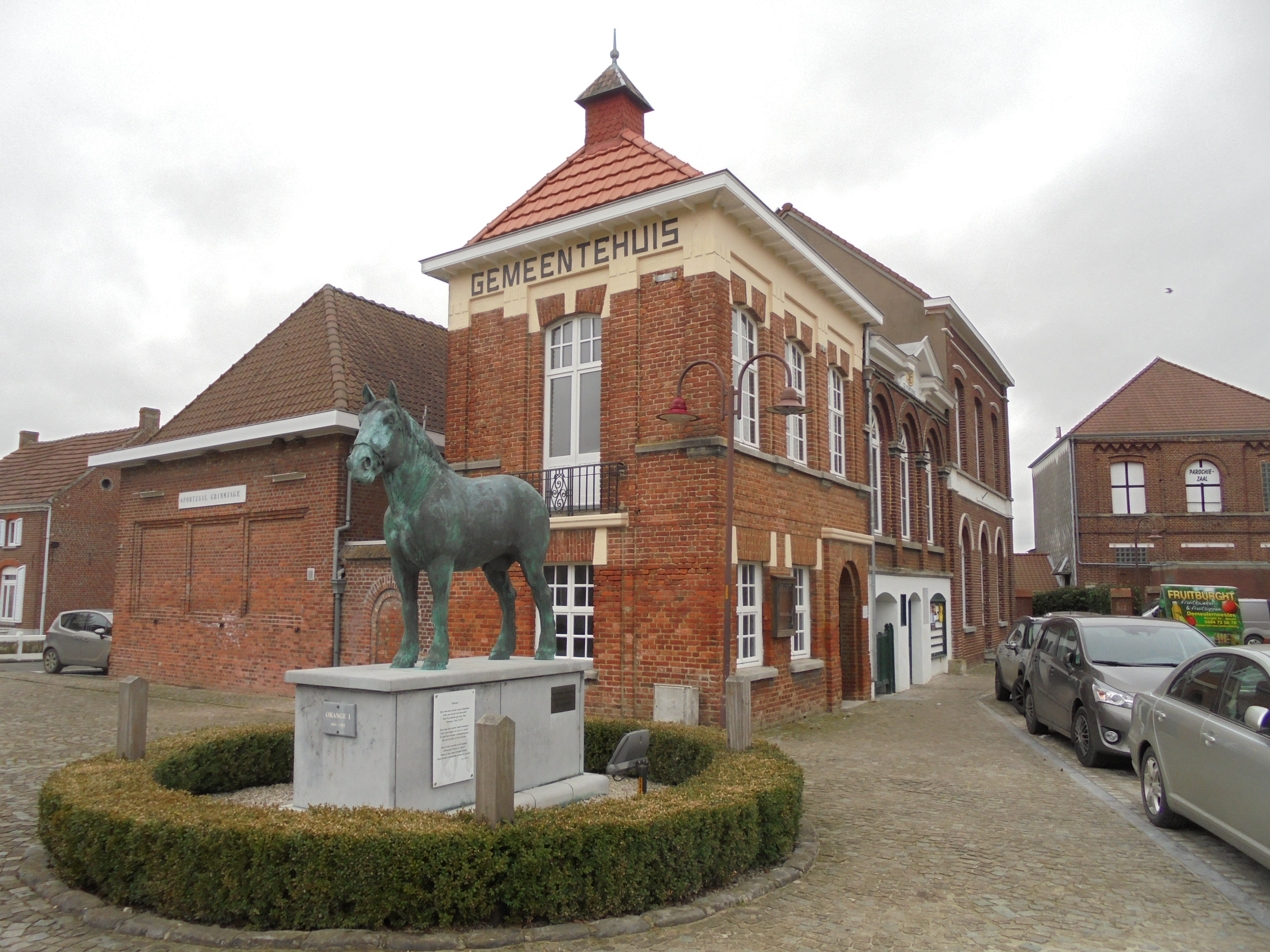
Standbeeld van Orange I (1863-1885) in het centrum van Grimminge

Op 12 augustus 2000 om 16 uur opende het museum. De stichter van het museum was Philippe van Dixhoorn (°Vollezele, 28 juli 1928 – †Vollezele, 12 juli 2008), zoon van Leendert van Dixhoorn, eigenaar van een voormalige hengstenfokkerij. Alvorens het museum kon opengaan, zocht Philippe ven Dixhoorn jarenlang allerlei materiaal in verband met het Belgisch trekpaard bij elkaar. Het museum was toen gevestigd in een lokaal in het huis van de oude feestzaal De Roos Centrum. De gemeente huurde het lokaal. Na de opening van het museum werd daarna op dezelfde dag ook het beeld van Brillant onthuld. De onthulling gebeurde door de heren Dominiek De Clerck, zoon van Roger De Clerck, en toenmalig burgemeester Georges Cardoen.
Op het moment dat de gemeentelijke bibliotheek uit het voormalige gemeentehuis van Vollezele trok, verhuisde het museum naar dat gebouw. Op 1 juli 2005 vond de plechtige opening op de nieuwe locatie plaats.
Na de dood van Philippe van Dixhoorn in 2008 werd het voorzitterschap van het museum overgenomen door Hilde van Dixhoorn, een van zijn dochters.
Vanaf 17 oktober 2011 sloot het museum zijn deuren met het oog op een restyling. De bedoeling was om het museum om te vormen tot een bezoekerscentrum zodat een ruimer publiek er een bezoek aan kan brengen. Een samenwerkingsovereenkomst tussen vzw Toerisme Vlaams-Brabant en de gemeente Galmaarden maakte deze restyling mogelijk. Het vernieuwde museum heropende op 28 maart 2012. Een Belgisch trekpaard trok de strik voor de ingang los.

## Gebouw en omgeving

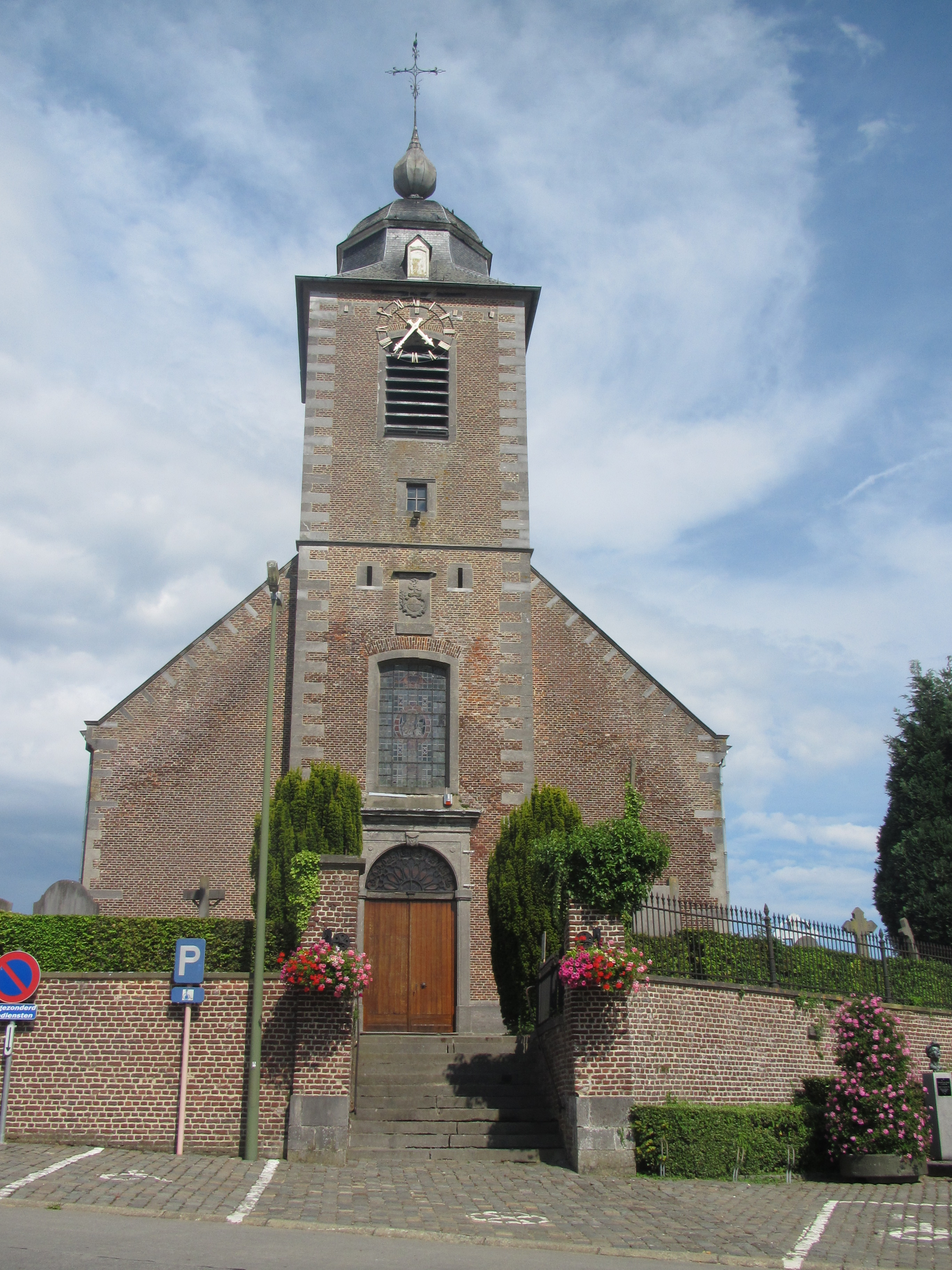
Sint-Pauluskerk

Het museum is sinds 2005 gevestigd in het voormalige gemeentehuis van Vollezele, dat bij de fusie van de gemeenten toegevoegd werd aan Galmaarden. Aan de gevel van het museum zijn verschillende gedenkstenen bevestigd met daarop de namen van alle burgemeesters van Vollezele vanaf de Belgische onafhankelijkheid tot aan de fusie van de gemeente met Galmaarden in 1977. Aan de gevel is ook een gedenksteen bevestigd die herinnert aan de opening van het museum op 12 augustus 2000. Het museum spreidt zich uit over de gelijkvloerse verdieping en de eerste verdieping van het gebouw.
Tegenover het museum staat het standbeeld van de hengst Brillant van Vollezele, gemaakt door Ron Deblaere uit Lichtervelde. Rechts van het museum, op de hoek met de steenweg, was in de glorieperiode van Vollezele het hotel Mersch, dat acht kamers telde, waar de buitenlandse paardenkopers konden overnachten. Vlak bij het museum staat ook de Sint-Pauluskerk. Rond de kerk liggen de praalgraven van alle fokkers die Vollezele op de kaart gezet hebben als het wereldcentrum voor de handel in het Belgisch trekpaard:
- aan de noordkant: Remi Vanderschueren en Alfons Vanden Bossche
- aan de oostkant: Telesphore D'Hauwer en Richard Van Eeckhoudt
- aan de zuidkant: Leendert van Dixhoorn
- aan de westkant: Alfred Vanderschueren

Op 1 oktober 2014 werd bekend dat het kerkhof rond de Sint-Pauluskerk beschermd zal worden. In 2011 besliste het gemeentebestuur om ongeveer 150 graven van het kerkhof te verwijderen en te vervangen door een groenzone. Deze ontruiming had moeten beginnen in oktober 2014 maar zal daarom niet plaatsvinden. Minister-president Geert Bourgeois, tevens Vlaams minister van Onroerend Erfgoed, bevestigde dat uit onderzoek van de bevoegde administratie duidelijk was gebleken dat het kerkhof erfgoedwaarden bezit en dat zo spoedig mogelijk een beschermingsdossier zal worden opgesteld. Sinds 1 december 2015 is ook het kerkhof beschermd als monument. De kerk zelf was reeds een beschermd moment sinds 20 november 1973. 

## Collectie

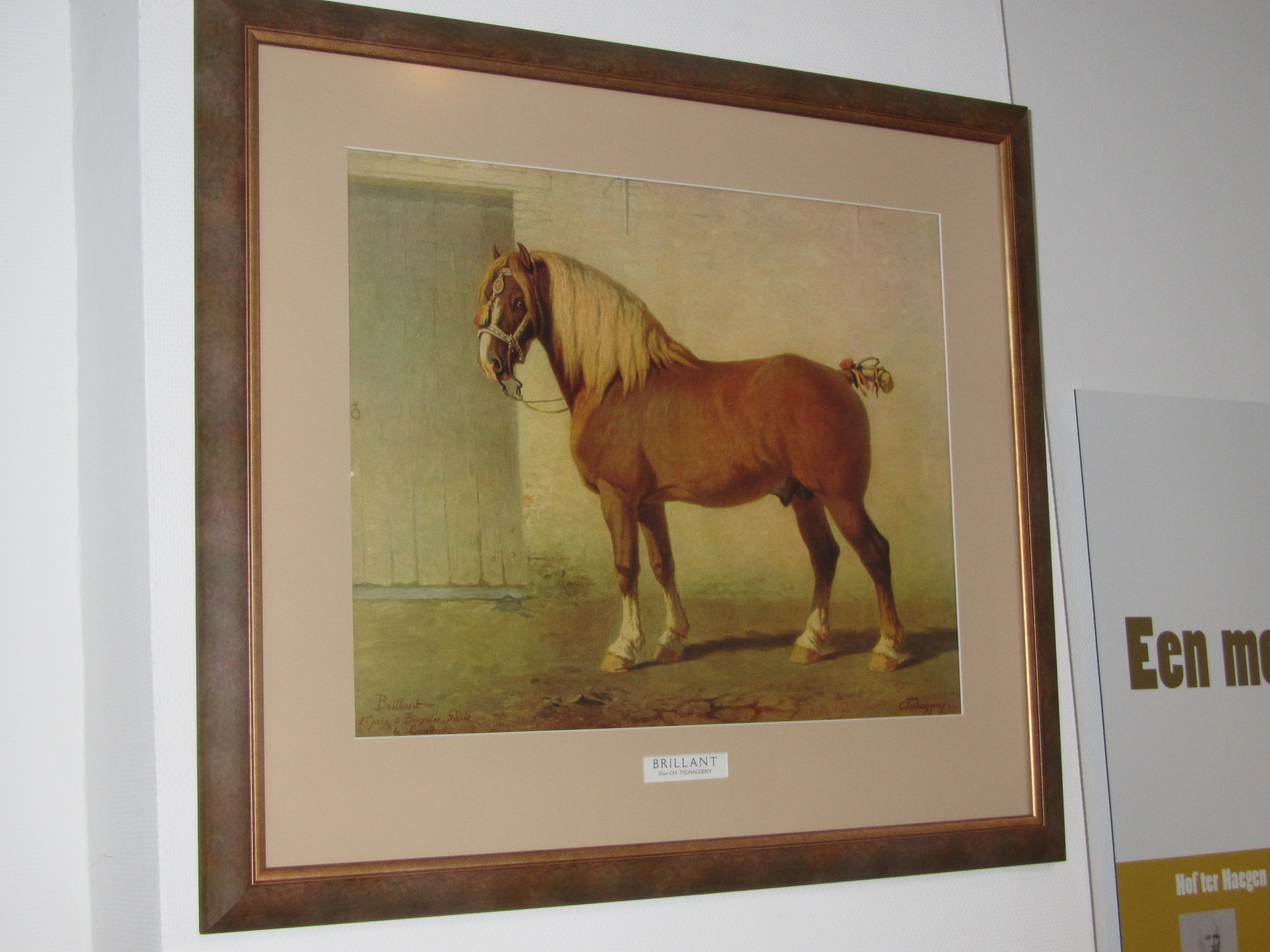
Schilderij van het Belgisch trekpaard Brillant in het museum

Na de restyling van 2012 brengt het museum een ruim aantal onderwerpen aan bod die verband houden met het Belgisch trekpaard. Dit gebeurt niet alleen aan de hand van informatieborden en tentoonstellingskasten met authentieke materialen en documenten, maar ook aan de hand van historisch filmmateriaal en interactieve touchscreens. Sommige filmpjes op deze computers zijn nog ingesproken door wijlen Philippe van Dixhoorn. Deze touchscreens maken het ook mogelijk dat bepaalde informatie viertalig (Nederlands, Frans, Engels en Duits) wordt aangeboden.
Op de benedenverdieping heeft het museum drie zaaltjes. In een eerste zaaltje, rechts van de inkomhal, wordt de geschiedenis weergegeven van de stoeterijen die Vollezele op de kaart zetten als wereldcentrum voor de handel en export in het Belgisch trekpaard. Ook wordt er hier meer uitleg gegeven over Brillant, het paard dat talrijke belangrijke internationale prijskampen won, en zo ook de aandacht op Vollezele vestigde. In een tweede zaaltje, links van de inkomhal, is niet alleen het onthaal gevestigd, maar wordt ook meer uitleg gegeven over alle mogelijke beroepen die verband houden met de trekpaardenhouderij, zoals veearts, hoefsmid, zadel- en gareelmaker, stalknecht, menner, koetsier, wiel- en wagenmakers, hengstenhouder en paardenhandelaar. Naast de tentoonstellingskasten met authentieke materialen is er ook een stand waar bezoekers kunnen ruiken en voelen aan het voeder en de hoeven van de paarden. Tevens wordt in dit zaaltje meer uitleg gegeven over de activiteiten en de economische sectoren waarvoor in het verleden het Belgisch trekpaard met zijn grote trekkracht werd ingeschakeld. In het derde zaaltje speelt een oude promotiefilm uit 1931, die gebruikt werd om internationaal reclame te maken voor de verkoop van het Belgisch trekpaard.
Op de bovenverdieping zijn er eveneens drie zaaltjes. In een eerste zaaltje wordt meer uitleg gegeven over het optuigen en werken met het Belgisch trekpaard. In een tweede zaaltje komt het fokken van het Belgisch trekpaard aan bod. Er wordt een overzicht gegeven van de levensloop van een trekpaard vanaf de conceptie over de geboorte tot het verder opgroeien tot een volwassen dier. Ook wordt hier een duidelijk overzicht gegeven van de raskenmerken van het Belgisch trekpaard, zoals over de verschillende kleuren die allemaal mogelijk zijn. Het laatste zaaltje handelt over het stamboek en de stamboom van het Belgisch trekpaard.
In 2018 werd het museum aan de achterkant uitgebreid zodat in de filmzaal grotere groepen kunnen ontvangen worden. Tevens werd voorzien in sanitair en werd de verwarmingsinstallatie vernieuwd.

## Wetenswaardigheden
- Aan het museum vertrekt de Brillantwandeling (afstand van 3,5 km) die loopt langsheen een aantal gebouwen die verwijzen naar de gloriedagen van het Belgisch trekpaard in Vollezele. De wandeling kan eventueel uitgebreid worden met de Walgraevewandeling (7 kilometer) of het Stiltepad Oost (6 kilometer).
- Op de derde zondag van oktober vindt aan het museum de Dag van het Brabants Trekpaard[21] plaats. Die dag vond voor het eerst plaats op 16 oktober 2011. Deze dag wordt om 18 uur afgesloten met de Brillantworp. Vanop de eerste verdieping van het museum worden chocoladen paardenkopjes in het publiek gegooid. Wie het unieke gouden chocolaatje vangt, wint een bronzen replica van het standbeeld van Brillant dat tegenover het museum staat. Deze replica wordt eveneens gegoten door Ron Deblaere, de kunstenaar van het oorspronkelijke beeld en zou een waarde hebben van 1000 euro.[22] De Dag van het Brabants Trekpaard valt samen met de plaatselijk kermis en de Brillantworp zelf vindt al sinds 19 oktober 2008 plaats.[23] De eerste Brillantworp werd gewonnen door Guy Souffriau.[24] De tweede Brillantworp vond plaats op 18 oktober 2009. De Brillantworp op 17 oktober 2010 werd gewonnen door de negenjarige Arden Cornelis uit Galmaarden.[25]  In 2011 ving de zevenjarige Kenzo Thollembeek uit Tollembeek het gouden chocolaatje.[26] Bij de Brillantworp van 21 oktober 2012 won de veertienjarige Joke Heyvaert uit Oetingen het beeldje.[27] Tijdens de Brillantworp van 20 oktober 2013 won Niki Priem uit Denderwindeke niet alleen het bronzen beeldje, maar ook nog een boek over het paardendorp, waardoor alle prijzen bij één persoon terechtkwamen.[28] Na de Brillantworp van 19 oktober 2014 leverde niemand het winnende chocolaatje in, zodat de organisatie uiteindelijk besloot om het bronzen beeldje van Brillant te overhandigen aan de zesjarige Silke Deviche uit Herne en haar mama Karolien De Beuf.[29] Waarschijnlijk kwam het winnende chocolaatje in een dakgoot terecht.[30] Ook op 18 oktober 2015 ontstond er discussie in verband met de prijsuitreiking. Het winnende chocolaatje werd eigenlijk gevangen door Virginie Belfiore, maar omdat haar buurvrouw Christiane Decat nog geen enkel chocolaatje had gevangen, gaf Virginie een paardenkopje aan haar buurvrouw. Ze lette echter niet op en gaf zo per ongeluk het gouden chocolaatje aan Christiane. Uiteindelijk werd de prijs uitgereikt aan Christiane omdat zij wel degelijk over het winnende paardenkopje beschikte. De Brillantworp van 16 oktober 2016 werd gewonnen door de zesjarige Obhe Broquet uit Geraardsbergen. Stien Vergieu, 12 jaar, uit Vollezele won de tweede prijs.[31] Bij het gooien van de chocoladen paardenkopjes vanuit het museum mochten de verkozen Miss & Mister Halloween Villezjiel Kids helpen. Op 15 oktober 2017 won Sylvia Goossens uit Herne het beeldje tijdens de Brillantworp. Johan Schockaert uit Tollembeek won op 21 oktober 2018 het Brillantbeeldje en Veronika De Moor uit Galmaarden won op 20 oktober 2019. Geen Brillantworp omwille van de coronapandemie in 2020. Omdat er vorig jaar geen worp was, waren er op 17 oktober 2021 twee beeldjes te winnen. Tine Van Voren uit Bever wint op 16 oktober 2022 het bronzen beeldje.
- Naast het standbeeld Prins, Trots van Brabant [32] te Lennik en het standbeeld van Brillant van Vollezele [33] staan er ook nog een paar andere standbeelden van het Belgisch trekpaard in de regio:
  1. Het standbeeld Orange I [34] te Grimminge stelt de stamvader van het Belgisch trekpaard voor. Het beeld werd vervaardigd door Ron Deblaere en werd op 28 september 2008 ingehuldigd. Het staat op het dorpsplein voor het voormalige gemeentehuis van Grimminge.
  2. Beeld Boerenpaard van een Belgisch trekpaard[35] van Rik Poot dat gemaakt werd ter gelegenheid van 150 jaar Vilvoordse jaarmarkt en op het Heldenplein te Vilvoorde staat.
  3. Ook nog in Vilvoorde staat een beeld van een Belgisch trekpaard[36] van de hand van Koen Van Daele[37] dat werd gemaakt als symbool voor de Pjeirefrettersstad[38] en te vinden is in de Franklin Rooseveltlaan.
  4. Beeld De Brabander [39] van een Belgisch trekpaard, ontworpen door Rik Poot ter ere van het logo van de brouwerij Palm waarin een Belgisch trekpaard is opgenomen. Het beeld is te vinden op de stoeterij Diepensteyn te Steenhuffel, deelgemeente van Londerzeel, en werd op 6 juni 1997 ingehuldigd door toenmalig Eerste Minister Jean-Luc Dehaene.
- In Galmaarden, waarvan Vollezele een deelgemeente is, wordt sinds 2001 jaarlijks door de gemeentelijke cultuurraad een cultuurprijs uitgereikt aan een persoon of organisatie uit de gemeente die zich verdienstelijk gemaakt heeft op cultureel vlak. De laureaten krijgen de Bronzen Urbanus, een kleine uitvoering in brons van het Urbanus-standbeeld[40] in Tollembeek, eveneens een deelgemeente van Galmaarden. Philippe Van Dixhoorn, oprichter van het museum, ontving voor 2003 op 31 januari 2004 deze prijs en Hilde van Dixhoorn, een van zijn dochters, en de andere vrijwilligers van het museum ontvingen voor 2013 deze prijs op 19 januari 2014. Telkens reikte komiek Urbanus zelf de prijs uit.
- Het beschermde voormalige gemeentehuis van Grimminge[41] werd in 2014 gerenoveerd. Na de renovatie is er in dit gebouw onder andere ruimte voorzien voor een museum over Orange I, de Grimmingse stamvader van het Belgische trekpaard.[42] Het gerenoveerde gebouw werd ingehuldigd op 30 september 2018.

## Galerij

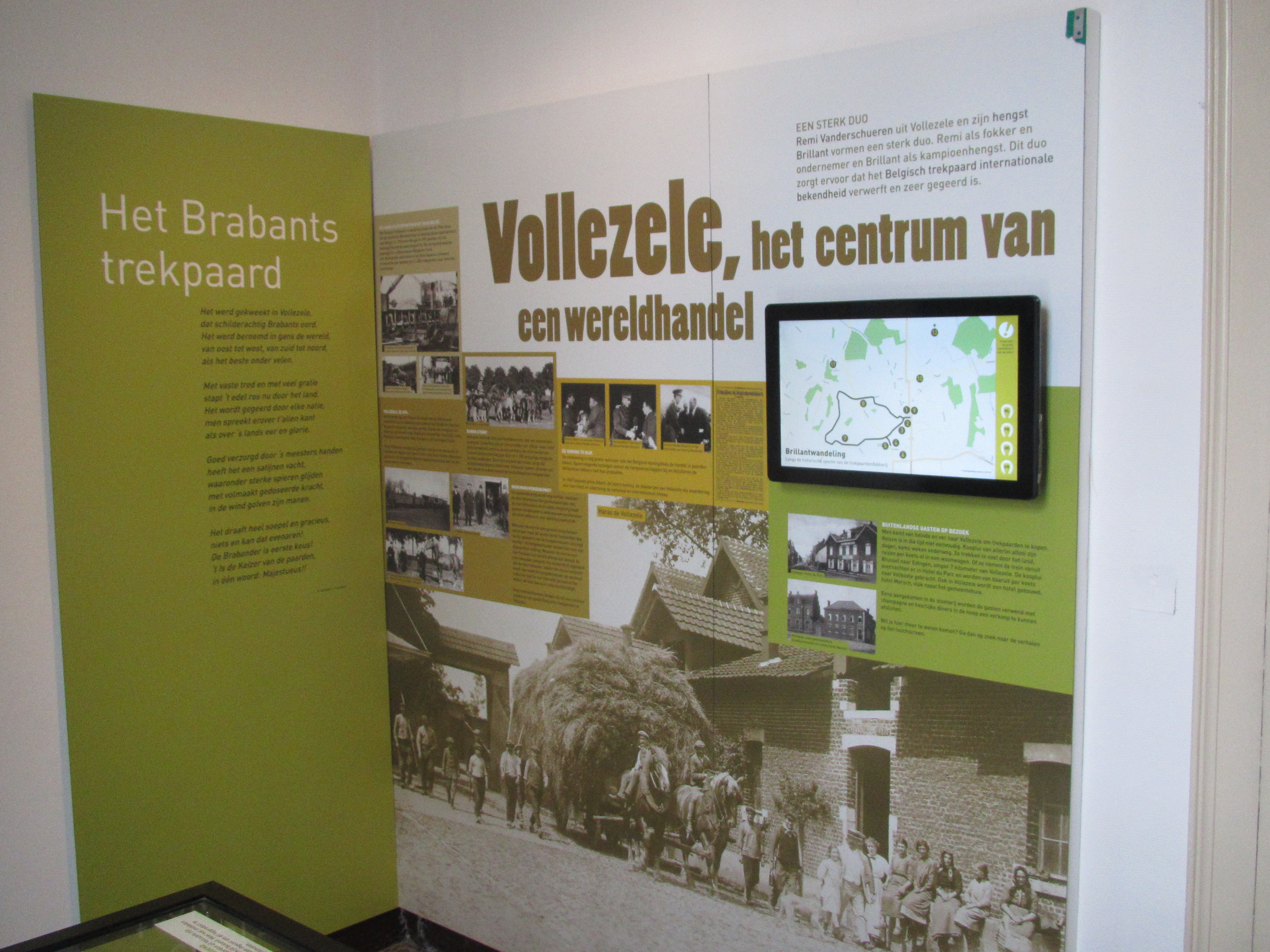
Handel en export van Belgisch trekpaard
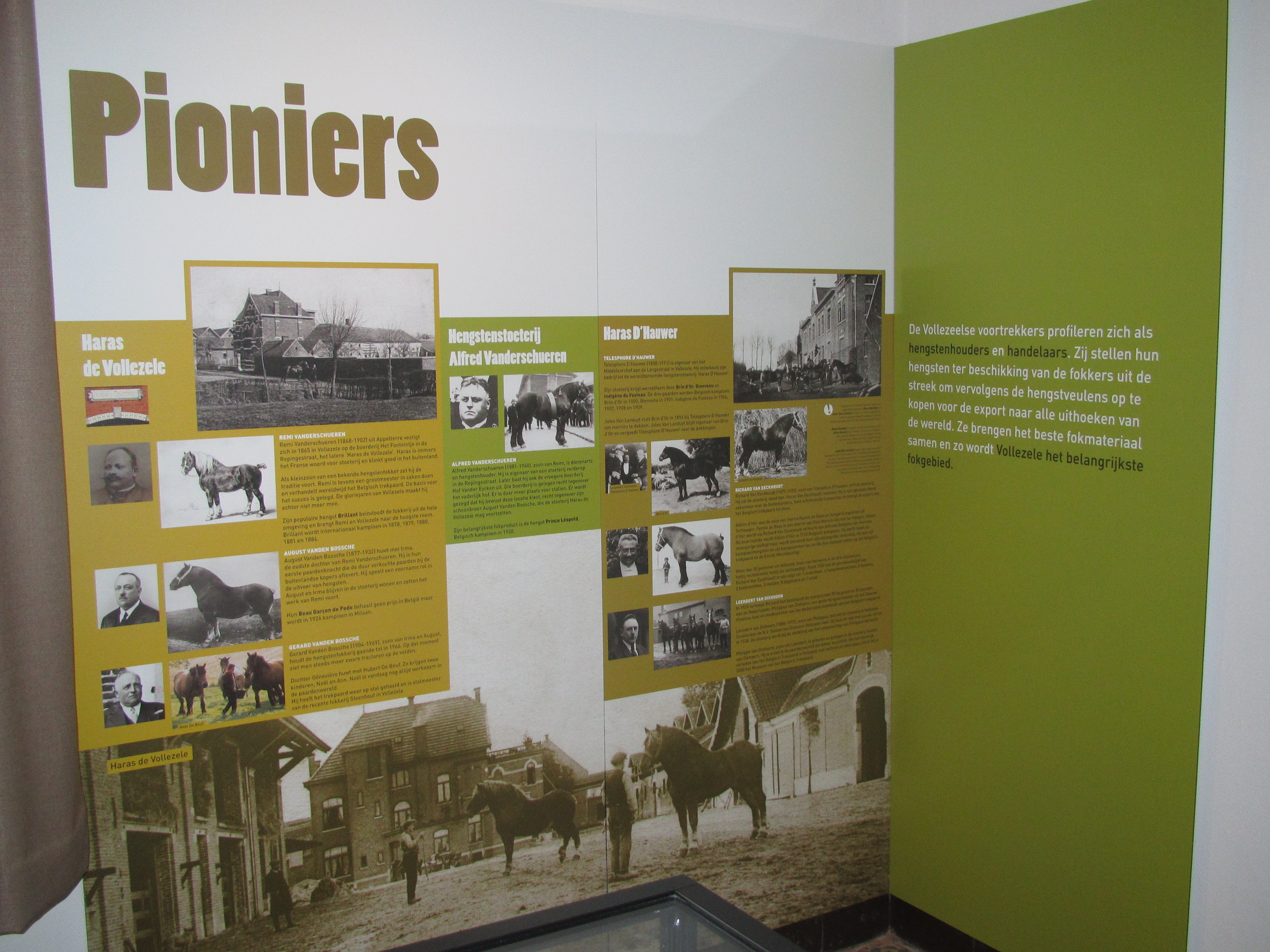
De drie hengstenfokkerijen van Vollezele
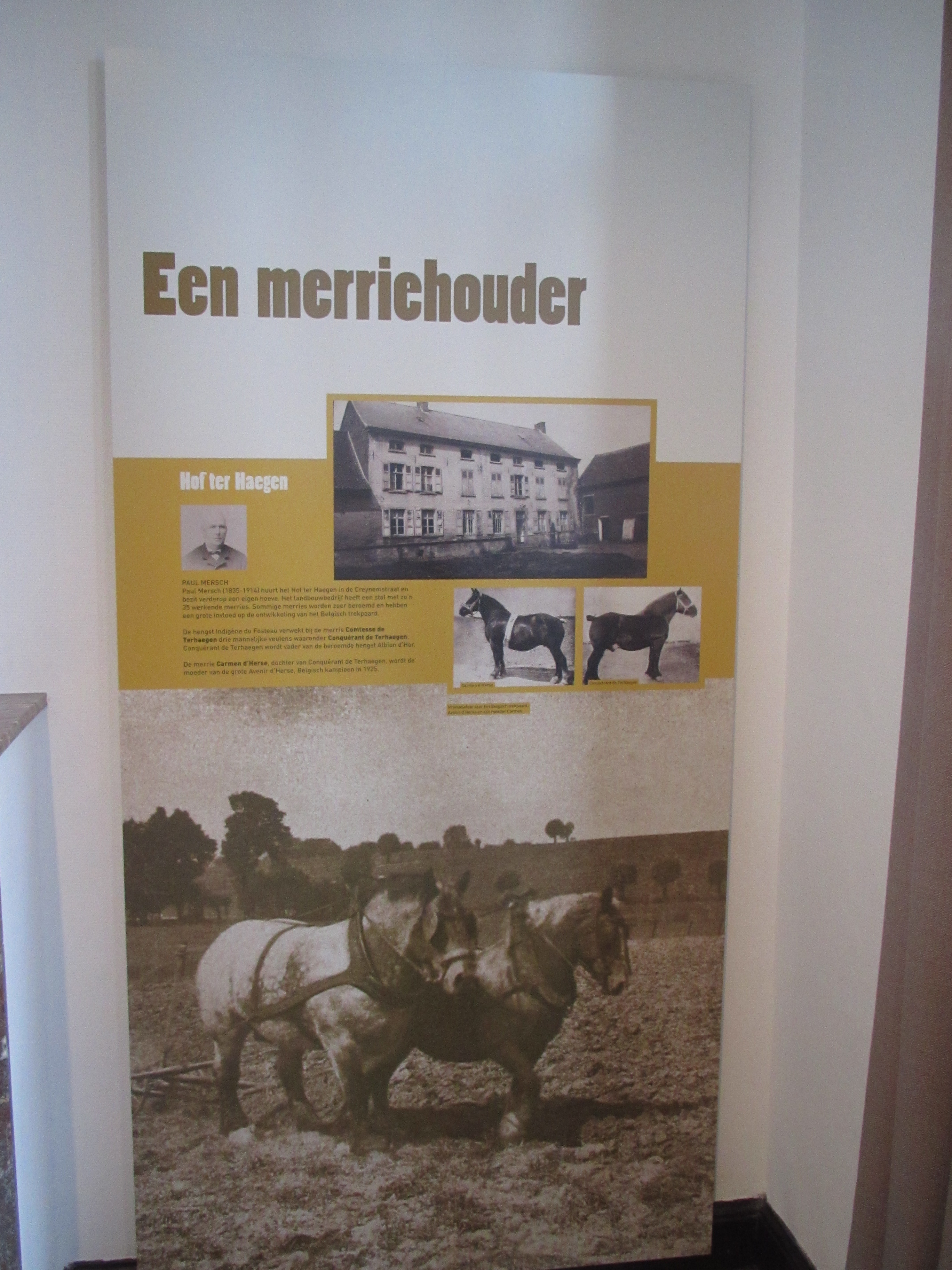
De vierde stoeterij van Vollezele
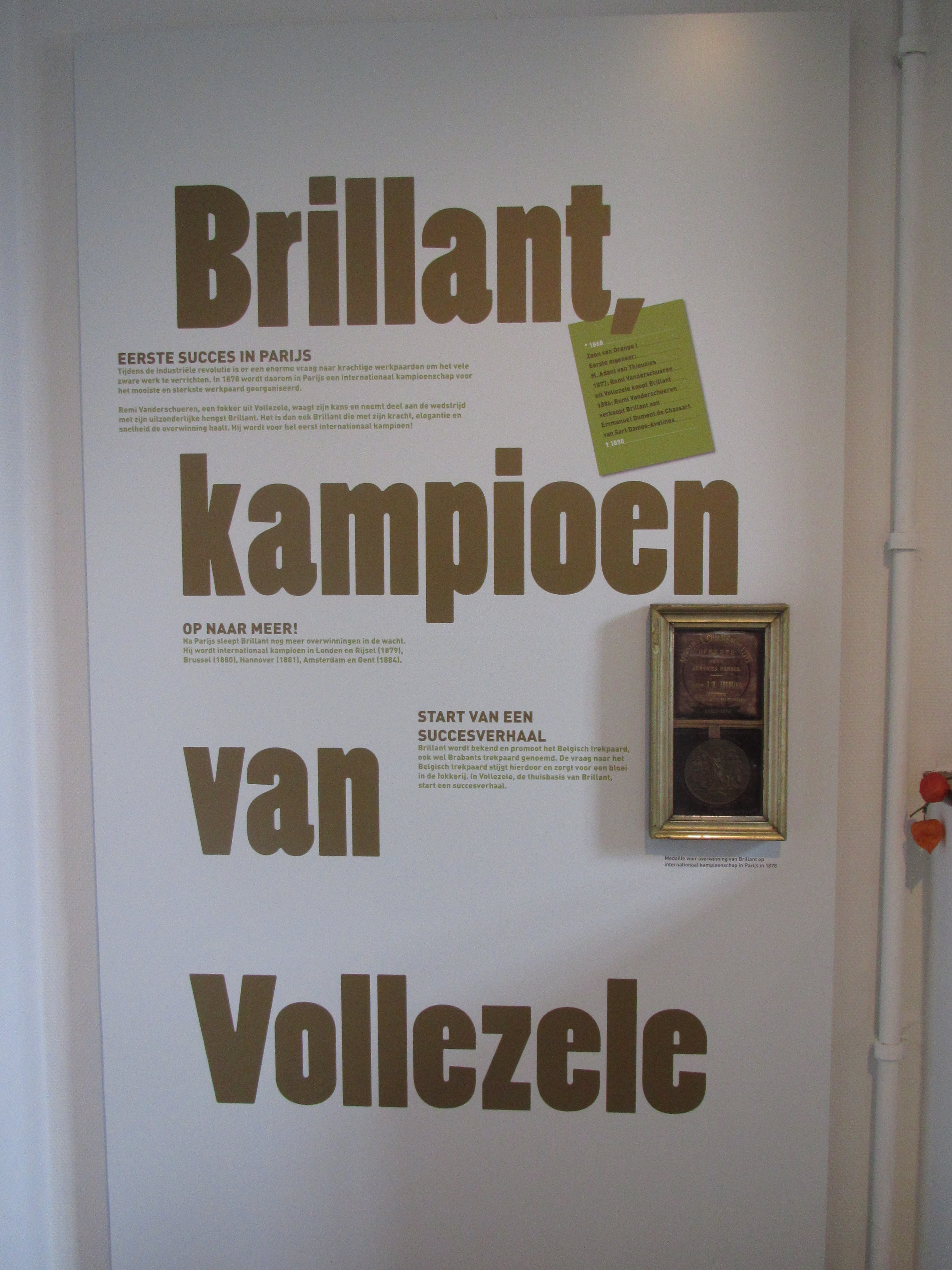
Hulde aan Brillant met medaille van 1878
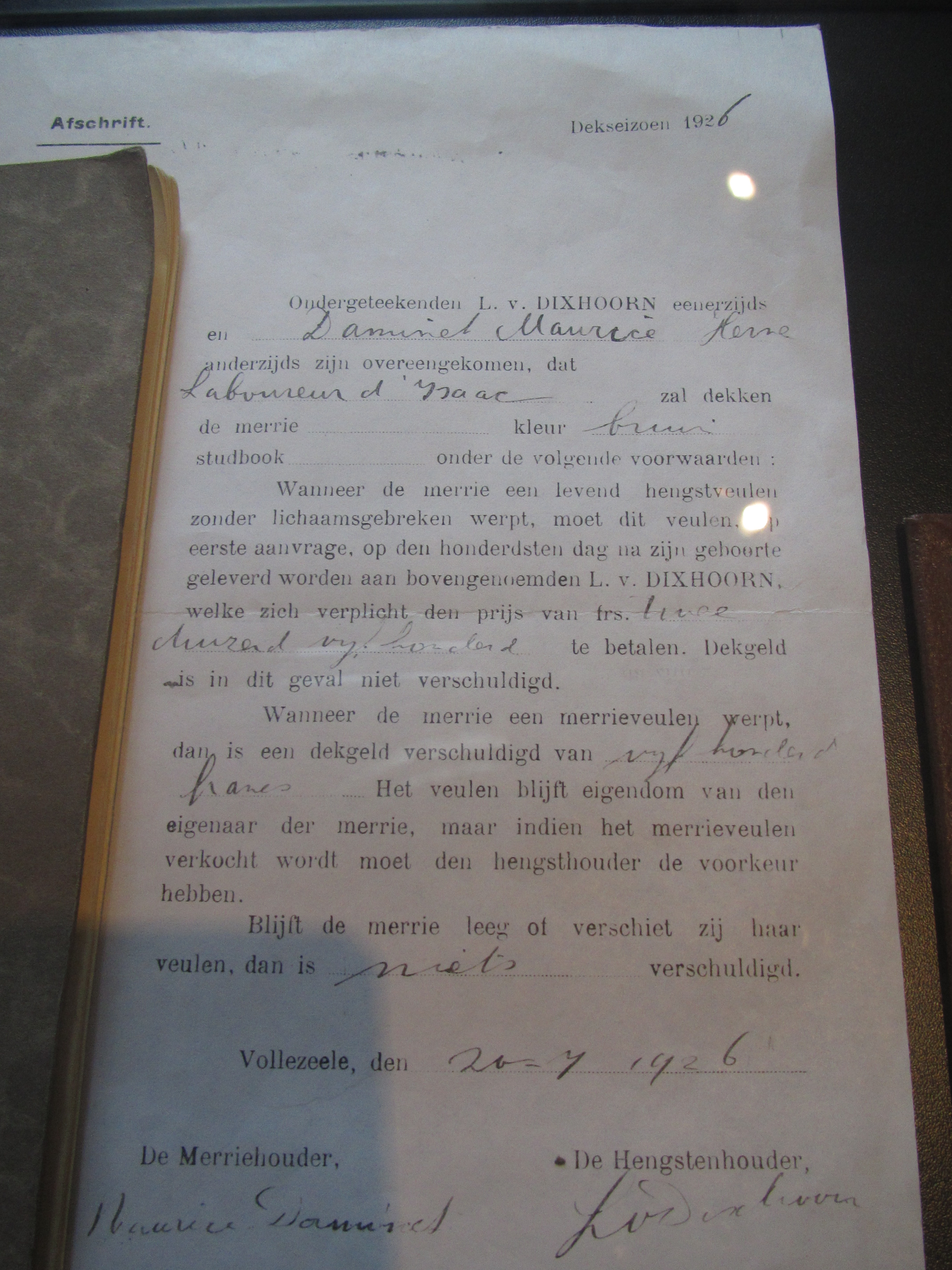
Dekkingsovereenkomst van 1926
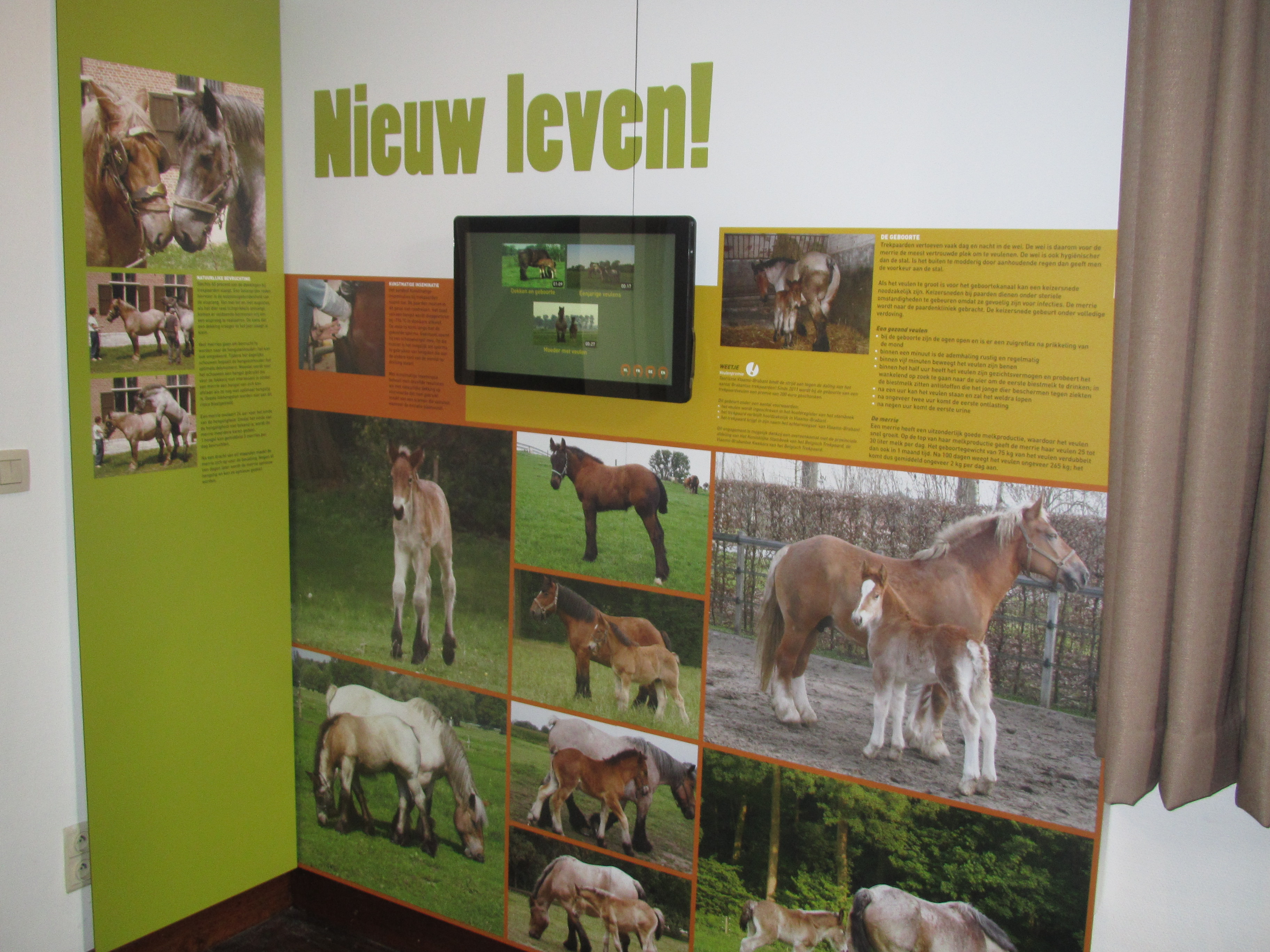
Conceptie en geboorte
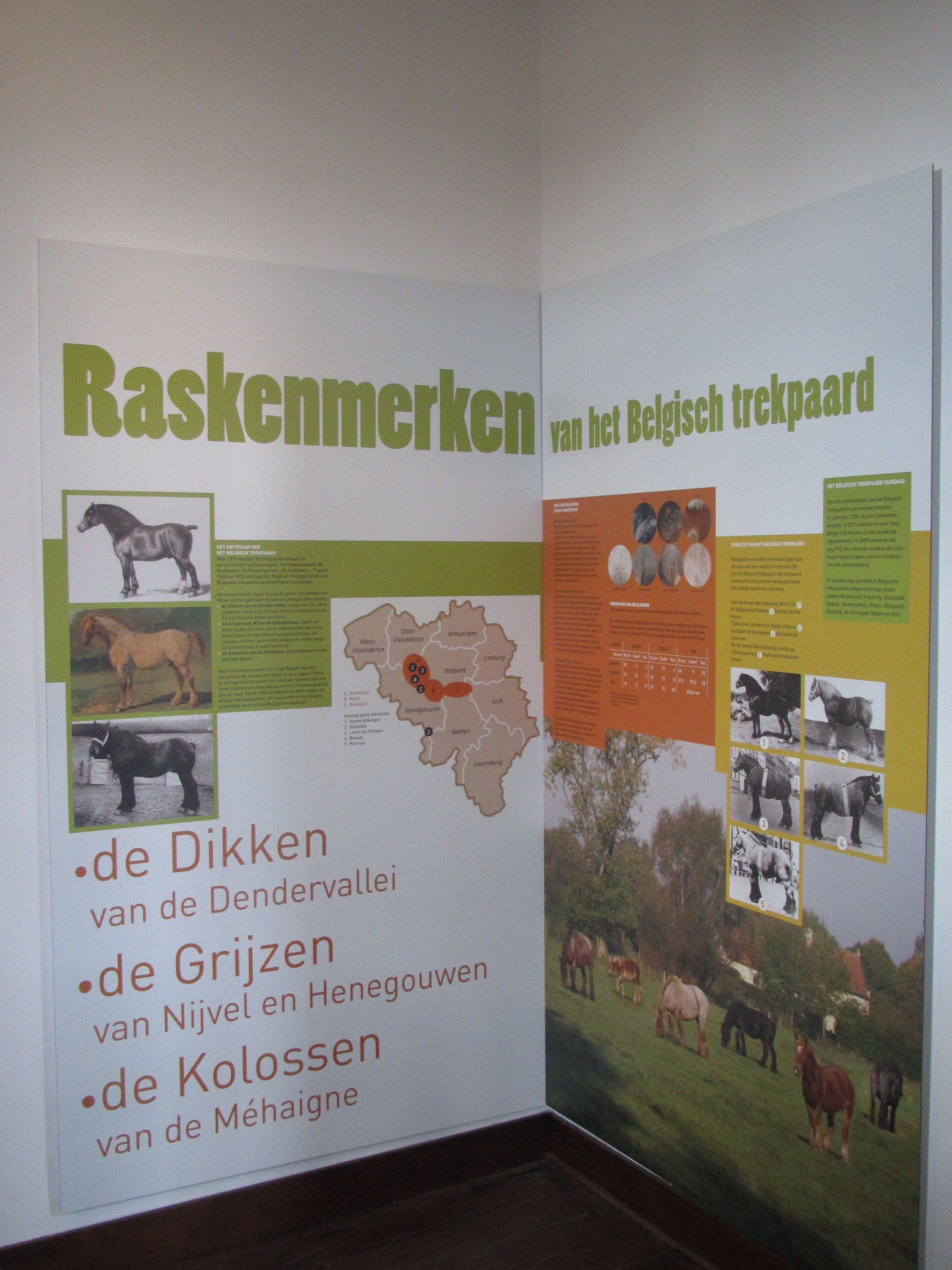
Raskenmerken
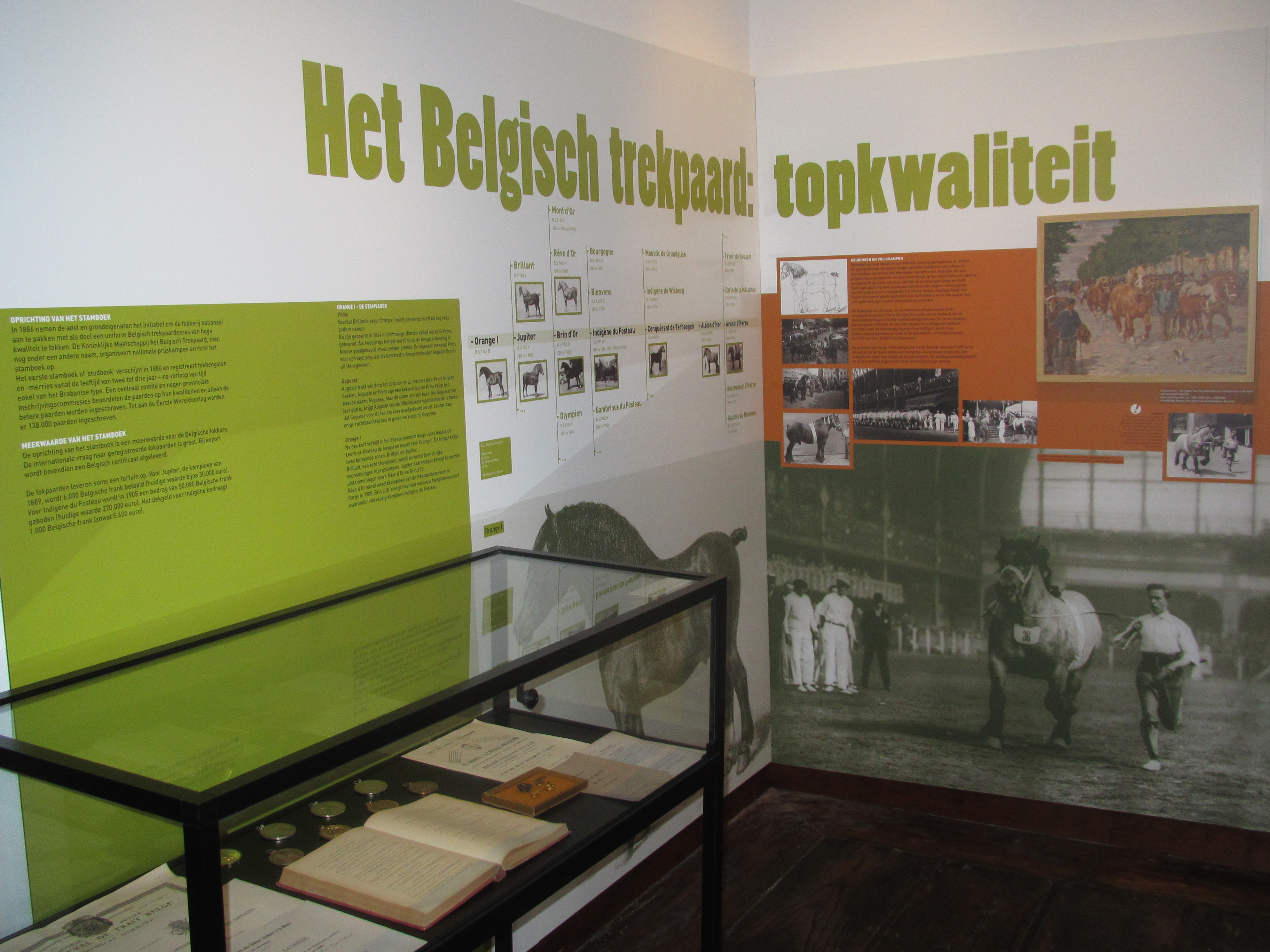
Stamboek en stamboom Belgisch trekpaard
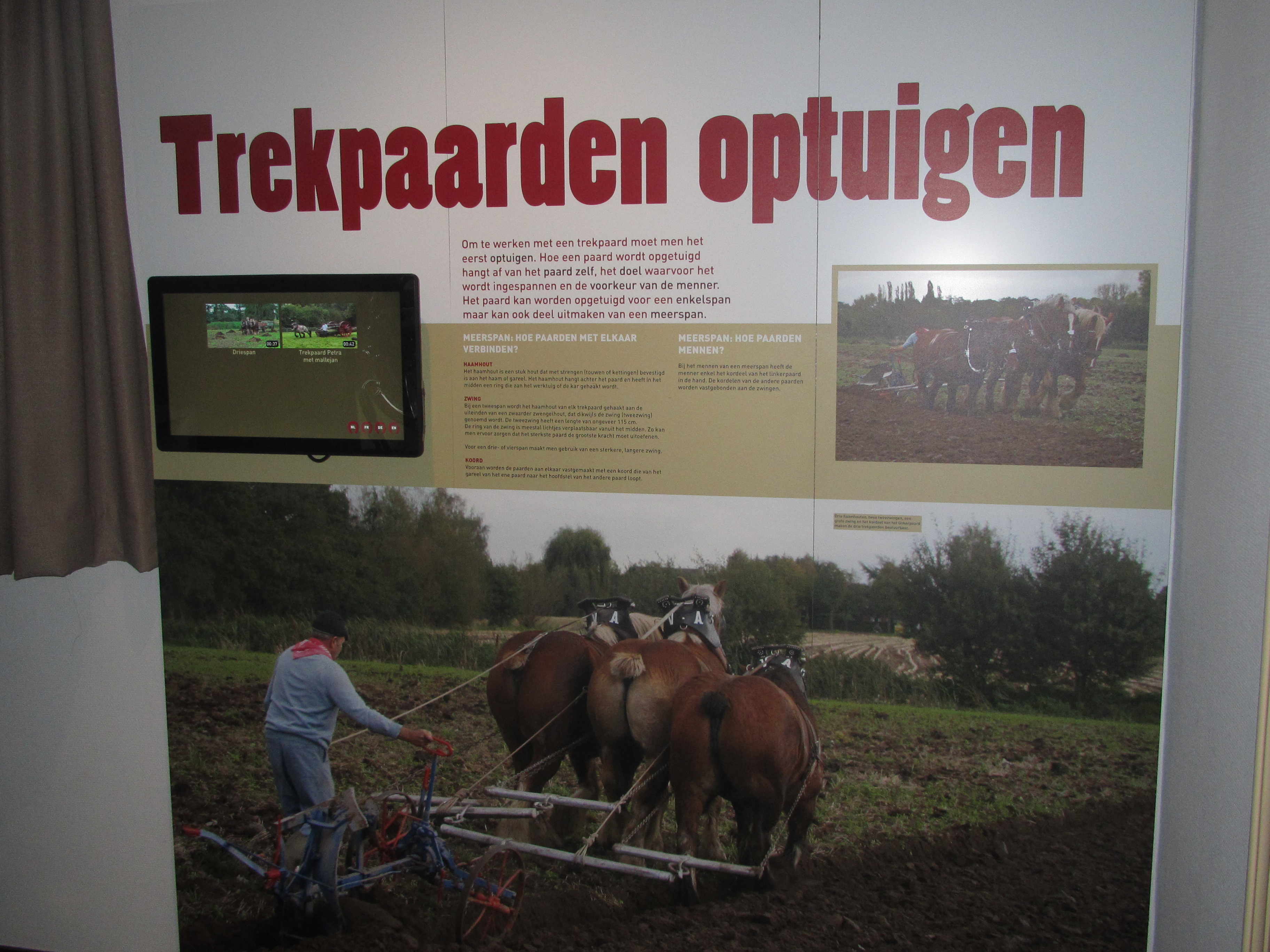
Optuigen en werken met trekpaard
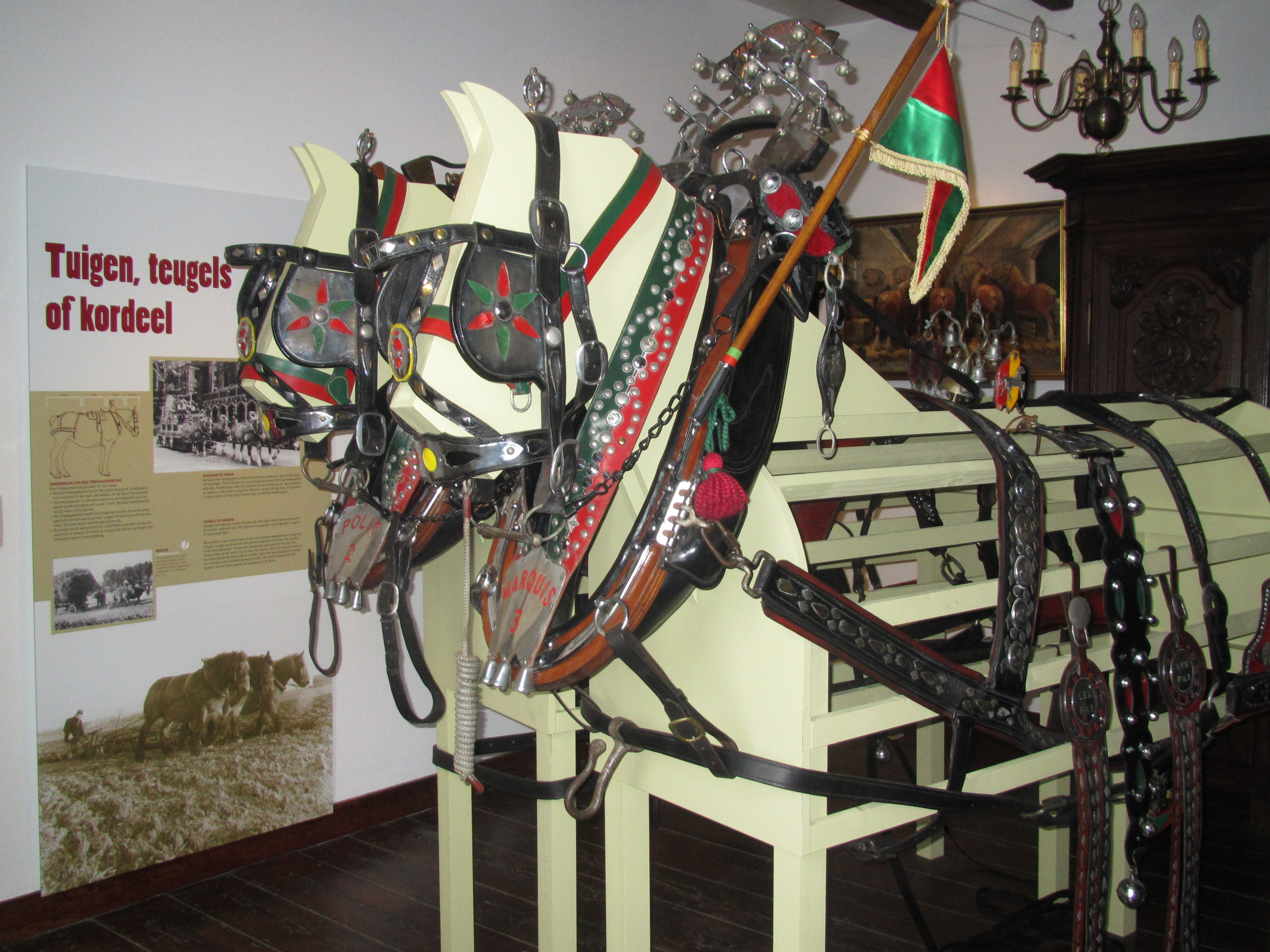
Voorbeeld van een optuiging
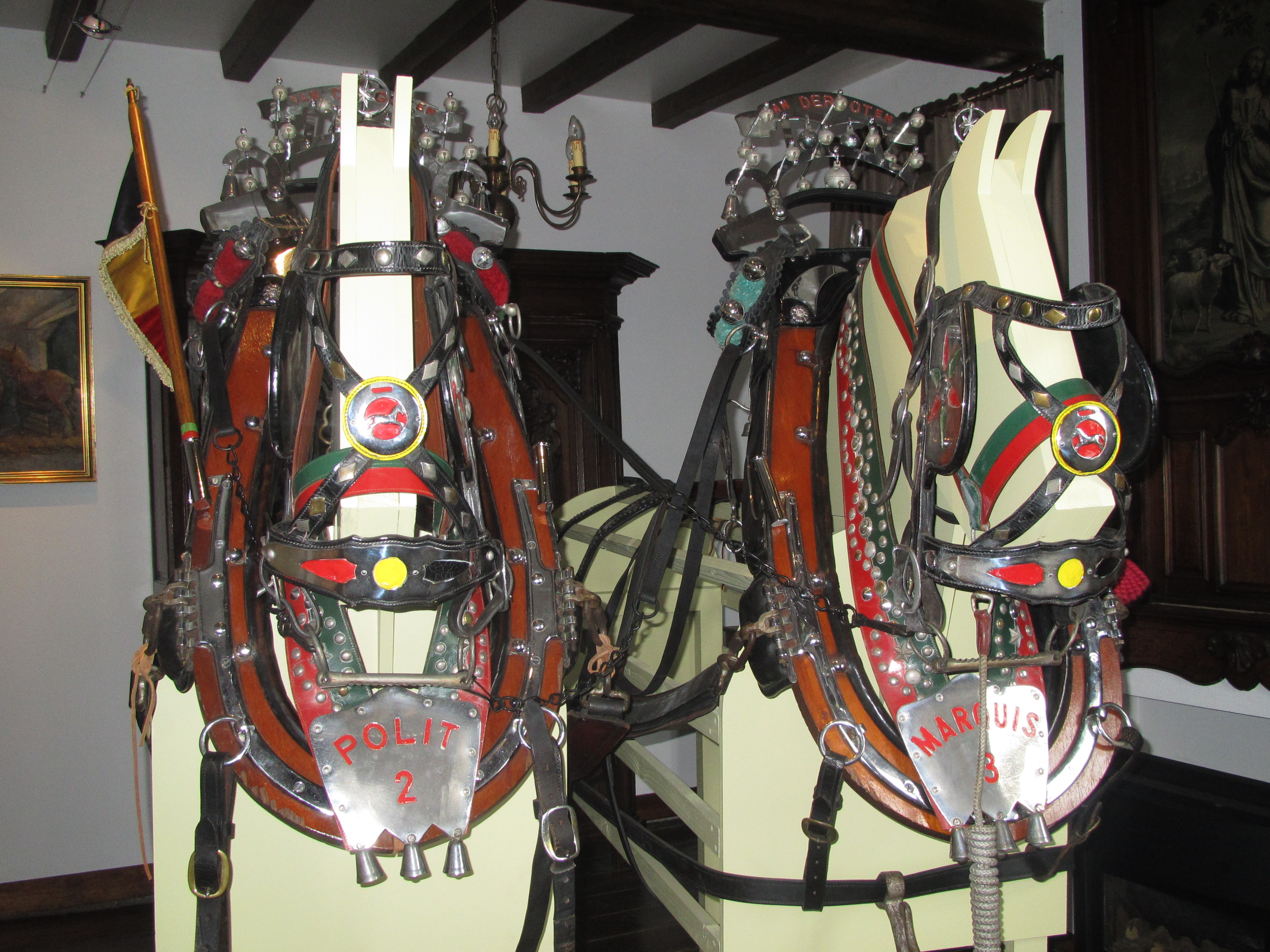
Voorbeeld van een optuiging
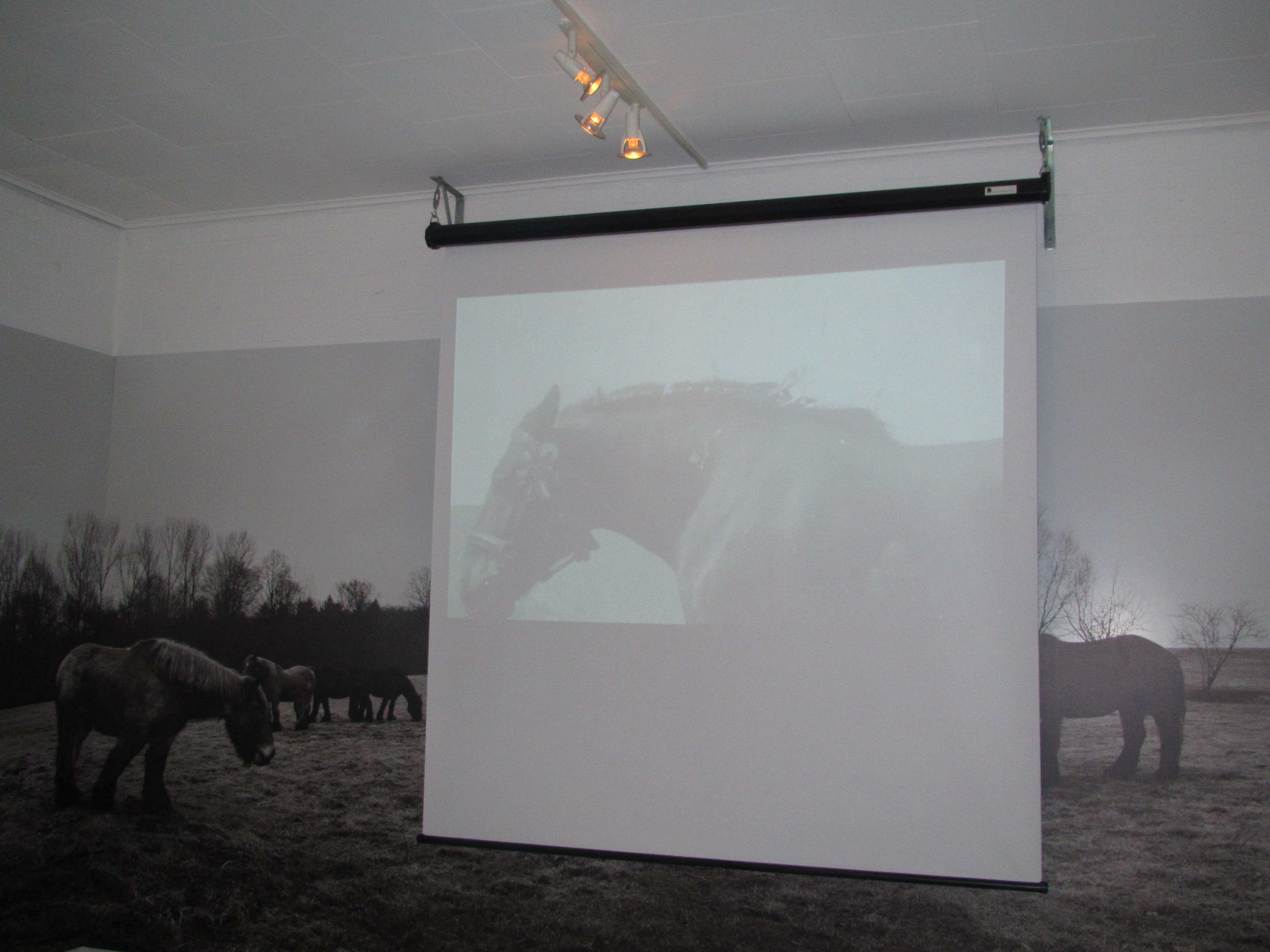
Historische promotiefilm

## Video
- Allerlei filmpjes over het Belgisch trekpaard in actie